# Powiat Nitra
Powiat Nitra (słow. okres Nitra) – słowacka jednostka podziału terytorialnego znajdująca się w kraju nitrzańskim. Powiat Nitra zamieszkiwany jest przez 163 540 obywateli (w roku 2001), zajmuje obszar 871 km². Średnia gęstość zaludnienia wynosi 187,76 osób na km². Miasta: Vráble i powiatowa Nitra.